# Арефьев, Семен Петрович
Семен Петрович Арефьев родился в Твери, в купеческой семье. Его дед Матвей Григорьевич, будучи в 1701 г., бургомистром в тверской таможне, был пожалован Петром Первым серебряным ковшом. Брат Семена, Алексей, в 1733-1734 гг.(годы неурожая)  построил на свои средства Троицкую церковь за Волгой. Строительство церкви обеспечило заработком многих нуждавшихся тверитянам.

## Биография
Арефьев С. П. торговал хлебом, пенькой и другими товарами по разным городам. Также доставлял свой товар водным путём к Санкт-петербургскому порту.Владел домами в 3-й заволжской части 1-го квартала и лавками в Гостином дворе.
В структурах гражданского управления г. Твери занимал должности;
1779-1782 гг. - ратман в тверском городском магистрате;
1788-1791 и 1791-1794 гг. - бургомистр городского магистрата;
1794-1797 гг. - служил в 1-м департаменте тверского городского магистрата и в приказе общественного призрения
В 1801 г. был избран представителем от города на коронации императора Александра I.
В 1803 г. был избран городским главой на трёхлетний срок (1803-1806 гг.).
В 1806 г. по представлению императора награжден золотой медалью.
После окончания своих полномочий, в 1811 г. служил в тверской судоходной расправе.